# 토픽맵

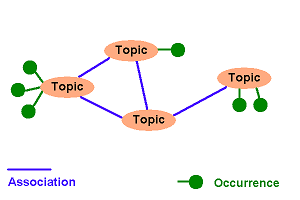

토픽맵(Topic Maps)은 분산환경하에서 지식구조를 정의하고 정의된 구조와 지식자원을 연계하는데 쓰이는 기술표준이며, 정보자원의 구성, 추출, 내비게이션에 관련한 새로운web 3.0의 패러다임이다.
- 시멘틱 웹 구현을 위한 지식표현 기술 및 방법론
- 국제표준화 기구인 ISO/IEC 13250 기술표준
- 정보를 상호 연관성에 따라 연결하고 조직하여 지식 구조를 맵(Map)형태로 표현
- 의미론적 연관관계 검색에 탁월한 기술
- 비구조화되고 분산되어 있는 정보를 효율적으로 통합

## 토픽맵의 정의
토픽맵은 시맨틱 웹(Semantic Web)의 지식표현 방법론으로, 차세대 웹환경(웹 3.0)에 대한 해결방안으로 많은 분야에서 인정받고 있는 기술이다.
토픽맵은 정보를 상호 연관성에 따라 연결하고 조직하여 지식 구조를 일종의 지도(Map)와 같이 표현하여, 대용량의 정보를 분류하고 의미론적 연관관계를 검색하는 데 사용할 수 있는 탁월한 기술로, 정보세계의 GPS라고 할 수 있다.
토픽맵은 대용량의 정보를 분류하고 구조화하며 의미론적인 연관관계를 설정하여, 비구조화되고 분산되어 있는 정보를 효율적으로 통합, 검색하고 내비게이션하기 위한 해결책으로 제시되었다.

## 토픽맵의 구조
토픽맵은 지식층과 정보층의 이중 구조로 구성된다.
지식층은 기존의 정보 리소스 위에 구축하는 지식의 구조로서 특정 주제를 나타내는 Topic과 Topic들간의 연관관계를 나타내는 Association으로 구성된다.
정보층은 정보 리소스를 나타내며, 지식층과 정보층은 Occurrence를 통해 상호 연결되어 지식의 위치정보를 표현한다.
따라서 기존의 홈페이지나 데이터의 변경 없이 토픽간의 연관정보를 이용하여 원하는 정보로의 경로를 보다 빠르고 정확하게 안내할 수 있다.

## 같이 보기
- 지식 그래프
- 통합 모델링 언어